# Klavertjevier

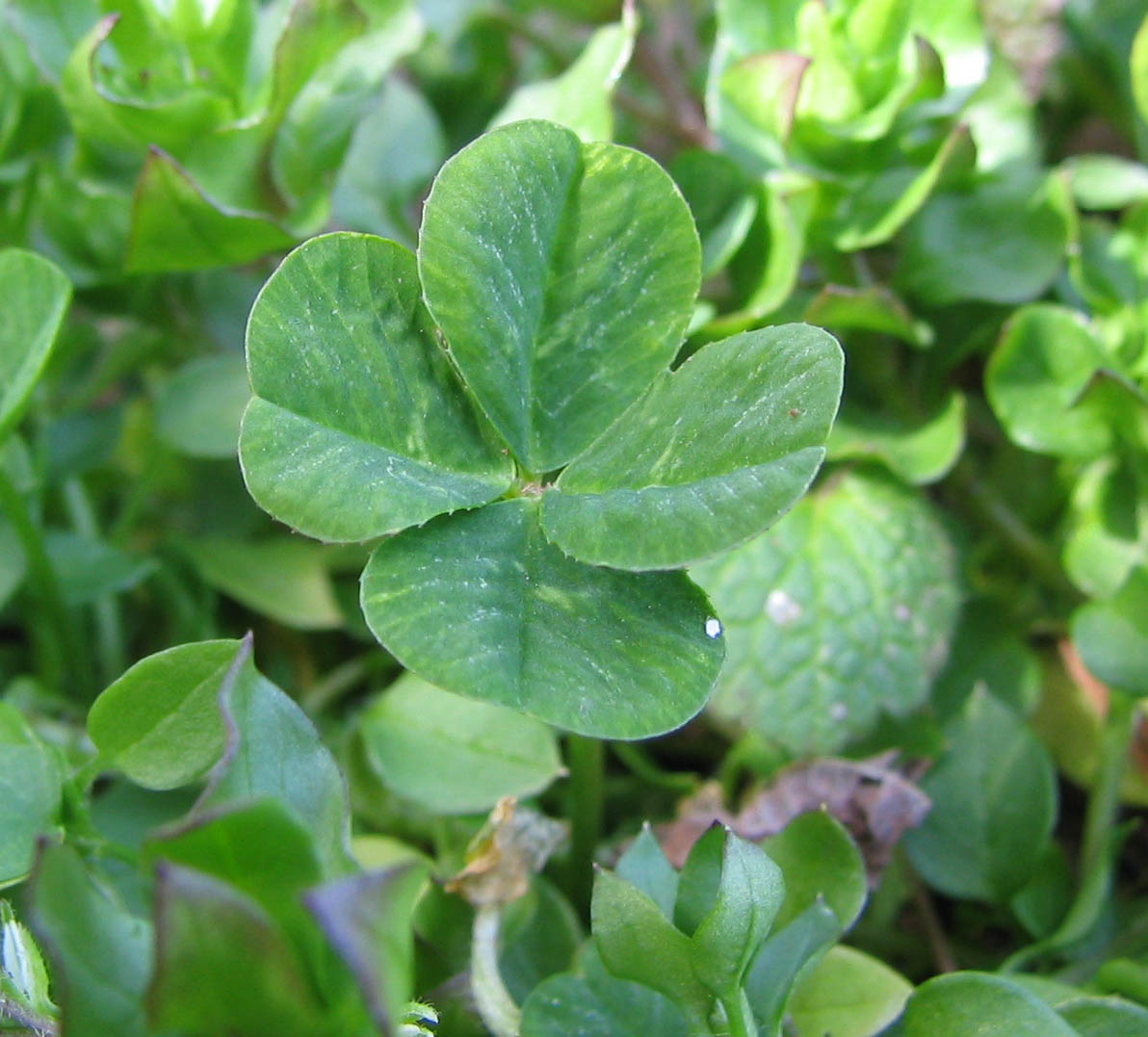
Een klavertjevier

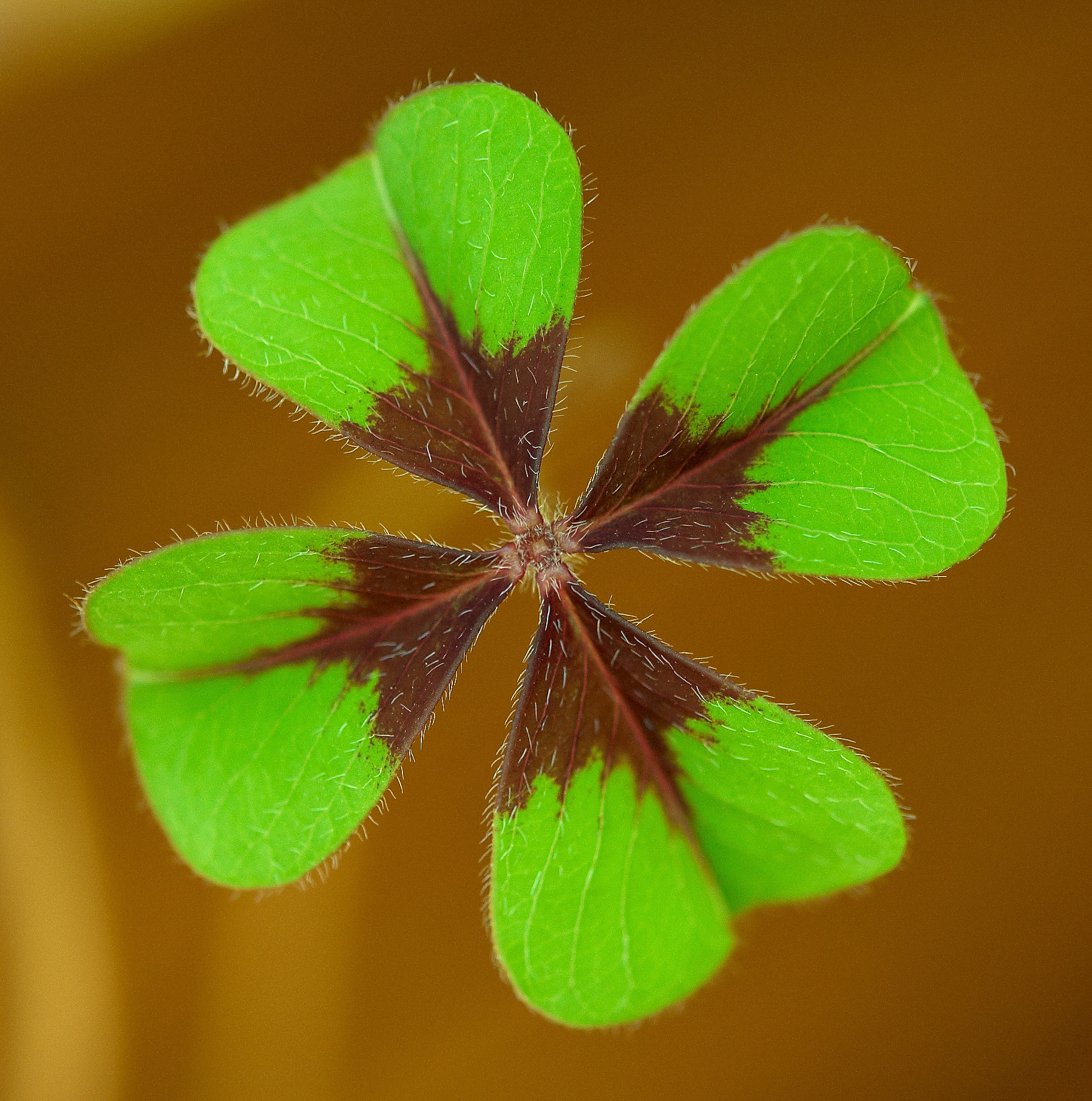
Oxalis tetraphylla of O. deppei of geluksklaver

Een klavertjevier, klavertje vier (met meervoud: klavertjes vier) of klavervier is een (somatische) mutant bij de witte klaver (Trifolium repens) met bladeren die uit vier deelblaadjes bestaan.
Vooral door de betrekkelijke zeldzaamheid, maar ook door de vorm, die doet denken aan een kruis, wordt het vinden of het krijgen van een "klavertjevier" sinds de middeleeuwen beschouwd als een geluksbrenger. Volgens een legende stelt elk deelblad iets voor: het eerste de hoop, het tweede vertrouwen, het derde liefde en het vierde geluk.
Afhankelijk van de abiotische milieufactoren wordt het voorkomen van "klavertjevier" geschat tussen 0,01% en 0,1%. De oorzaak van de modificatie wordt gezocht in milieufactoren zoals vervuiling, bodemsamenstelling en beschadiging van de jonge klaver. 

## Klavertje een, twee, vijf, zes, zeven, achttien, eenentwintig
Zeldzamer dan klavertje vier zijn klaverbladen met meer of minder blaadjes dan drie of vier. De Zwitserse klaverbladverzamelaar Ramon Mayer bezat er 1027, waarvan 1 eenbladige, 5 tweebladige, 869 vierbladige, 147 vijfbladige, 4 zesbladige exemplaren en 1 zevenbladig exemplaar.
Volgens het Guinness Book of Records is 63 het hoogste aantal deelblaadjes gevonden op één blad van de witte klaver.

## Andere vierbladige klaverachtigen
In de handel wordt een klaverzuringsoort als 'klavertjevier" of 'geluksklavertje' verkocht. Deze klaverzuring Oxalis tetraphylla heeft als officiële Nederlandse naam 'klavertje vier'. Een veel aangeboden variëteit die oorspronkelijk uit Mexico afkomstig is heet Oxalis deppei. Klaverzuring lijkt oppervlakkig op klaver, maar is er botanisch gezien geen familie van. 